# 마다가스카르집박쥐
마다가스카르집박쥐(Scotophilus tandrefana)는 애기박쥐과에 속하는 박쥐의 일종이다. 마다가스카르섬의 토착종이다.

## 특징
몸길이는 111m, 전완장은 44~47mm이다. 꼬리 길이는 43~46mm이고 발 길이는 7~7.5mm, 귀 크기는 13mm이다. 몸무게는 최대 14.2g이다.